# WSOF 22
WSOF 22: Palhares vs. Shields foi um evento de artes marciais mistas promovido pelo World Series of Fighting, ocorrido em 1 de agosto de 2015 no Planet Hollywood Resort and Casino em Las Vegas, Nevada. O evento foi transmitido ao vivo na NBC Sports Network para os EUA e na Fight Network para o Canadá.

## Background
O evento aconteceu ao mesmo tempo do UFC 190.
A luta principal foi a luta pelo Cinturão Meio Médio do WSOF entre o campeão Rousimar Palhares fazendo sua segunda defesa de título contra o desafiante Jake Shields.
A co-luta principal foi a luta pelo Cinturão Peso Galo do WSOF entre o campeão Marlon Moraes que faz sua segunda defesa de título contra o desafiante Sheymon Moraes.
Tyrone Spong era esperado para enfrentar Mike Kyle no evento. No entanto, Spong se retirou da luta devido a uma lesão e foi substituído por Thiago Silva. Porém, Silva teve que se retirar da luta porque foi incapacitado de receber a licença para lutar pela Comissão Atlética do Estado de Nevada. Em cima da hora entrou o ex-UFC Clifford Starks para enfrentar Kyle.

## Ligações Externas
1. ↑  Nota 1
2. ↑  Nota 2